# Maria Kong
Maria Kong es una compañía israelí de danza y artes escénicas. El grupo es conocido por incluir efectos teatrales visuales y auditivos inusuales en sus espectáculos mediante el uso de tecnología digital.

## Historia

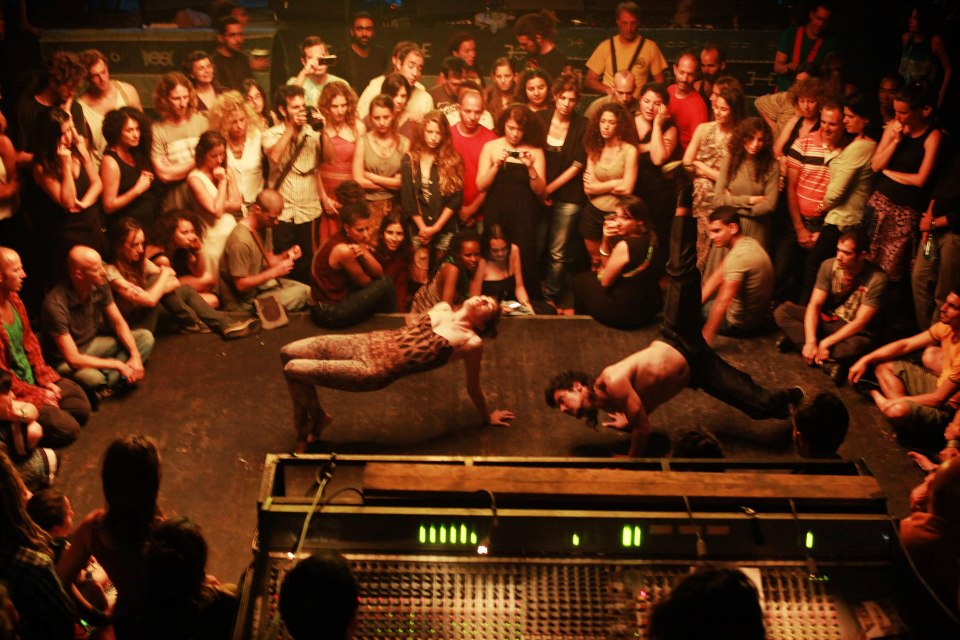
Maria Kong en Tel Aviv.

Maria Kong fue fundada en 2009 en Tel Aviv, Israel por Anderson Braz, Talia Landa, Leo Lerus y Yaara Moses, todos ex bailarines de la Compañía de Danza Batsheva. Su presentación debut, Fling, se estrenó en 2010 en el Teatro Nachmani de Tel Aviv, incorporando danza con experimentos tecnológicos.

## Giras internacionales
En 2011 y nuevamente en 2012, Maria Kong actuó en el Festival Dancing Poznan en Poznan, Polonia. En 2012, el grupo también actuó en la Exposición Drupa en Düsseldorf, Alemania. El grupo estrenó un nuevo baile, Open Source, coreografiado por Landa.
En 2013 actuaron en el Open Stage Festival en Tarnów, Polonia y en el Beijing Dance Festival en Pekín, en la República Popular China.
En 2014, Maria Kong actuó en el Festival Internacional de las Artes de Nueva Deli, en India; el Festival Dance Ga Mitai 16 en Tokio, Japón; el Festival Internacional de Teatro Alternativo de Novi Sad, Serbia;  el Danza Nueva - Festival Internacional De Lima, en Lima, Perú; el Festival Internacional de Teatro SIBIU, en Sibiu, Rumania;  Actuaciones en Białystok, Polonia y Busan, en Corea del Sur.
La compañía continuó de gira en Canadá en 2015, visitando Vancouver, en la Columbia Británica. Los bailarines actuaron en el Festival Internacional de Danza de Vancouver y en el Festival Chutzpah. El grupo volvió a realizar una gira por Canadá en 2016 con el espectáculo digital de danza Open Source, que incluyó espectáculos en Montreal y Vancouver. 
En uno de sus espectáculos, Open Source, utilizaron guantes digitales en el escenario, que fueron diseñados por el miembro del grupo Ori Ben-Shabat y desarrollados con la ayuda de programación de código abierto. El software de código abierto permitió a los artistas crear el ritmo y los efectos de sonido especiales mientras estos se movían.